# Operário e Mulher Kolkosiana
Operário e Mulher Kolkosiana (em russo: Рабочий и колхозница, transliterado como Rabotchi i kolkhóznitsa) é uma escultura de 24,5 metros, feita de aço inoxidável, pela escultora soviética Vera Mukhina, em 1937, para ser a peça central do  pavilhão soviético (projetado pelo arquiteto Boris Iofan) da Exposição Internacional de Paris, realizada naquele mesmo ano.  A escultura, em estilo Art Déco, constitui  uma referência e um símbolo incontestavelmente poderoso do realismo socialista soviético. O monumento é composto por duas figuras: o operário, representando os trabalhador da cidade, levanta ao alto um martelo, e a kolkosiana, representando os trabalhadores do campo, levanta uma foice. Juntos, os dois formam o símbolo soviético da foice e martelo.
Com 24 metros de altura e pesando 80 toneladas, esta escultura monumental foi construída especialmente para a Exposição Universal de 1937 em Paris, onde esteve exposta no pavilhão da União Soviética. Ela foi dividida em 65 partes e transportada até Paris, onde lá foi remontada. Após o término da exposição, a escultura foi transportada para Moscou e instalada em um pedestal de dez metros (ficando a 34,5 metros do solo) na entrada norte (na época, a principal) do Centro Panrusso de Exposições, onde está até hoje. Devido ao desmonte e condições de transporte inadequadas, a estrutura e o revestimento tiveram que ser significativamente recuperados, com base no projeto original. Entre 1938 a 2003, a escultura praticamente não recebeu nenhum tipo de restauração e deteriorou-se significativamente por corrosão decorrente da exposição ambiental, sendo totalmente restaurada somente em 2009.

## Origem

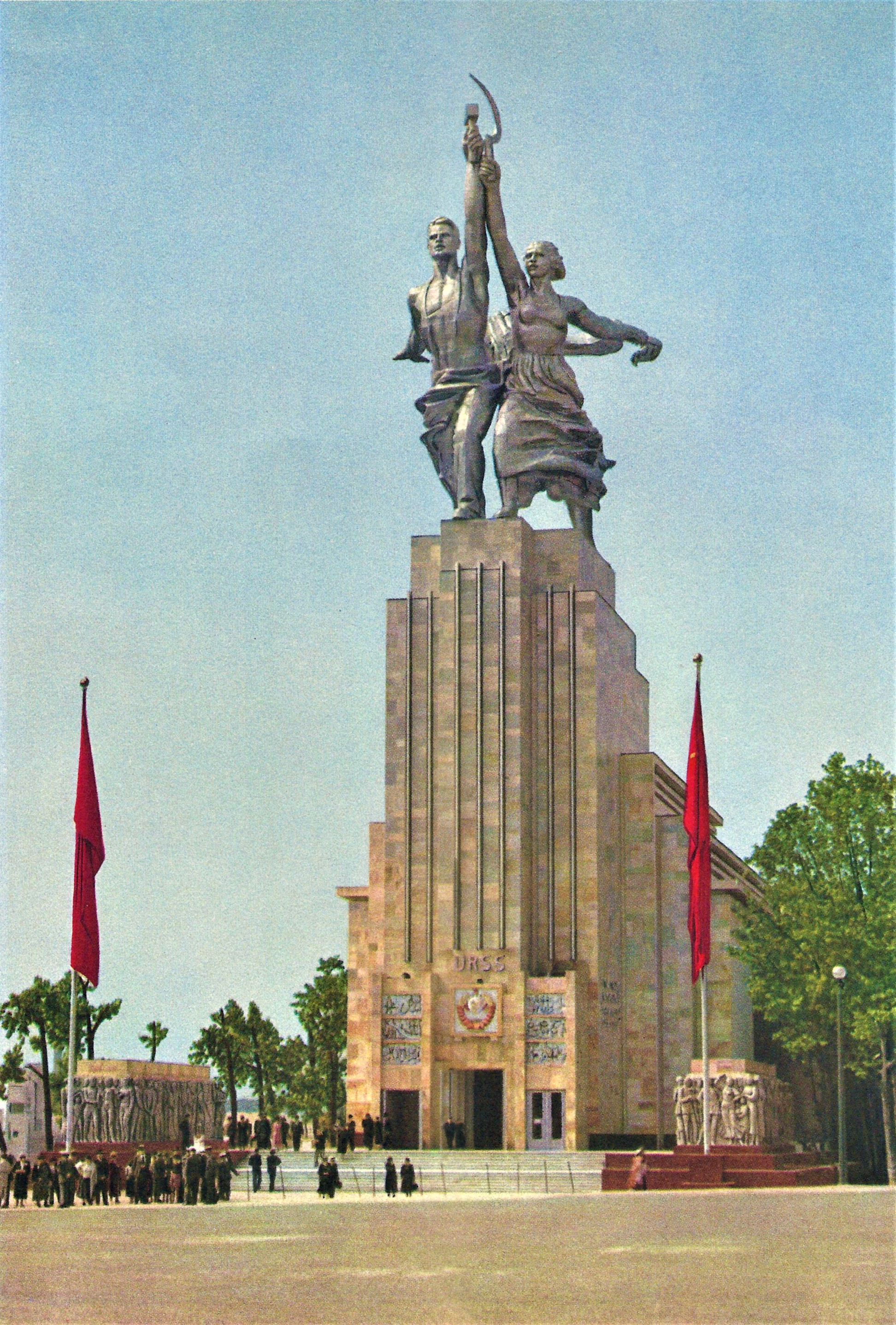
Pavilhão da URSS na Exposição Internacional de Artes e Técnicas Aplicadas à Vida Moderna em Paris, 1937

Em 1937, o Bureau Internacional de Exposições promoveu a Exposição Internacional de Artes e Técnicas Aplicadas à Vida Moderna, em Paris, um espaço para as nações do mundo mostrarem suas inovações em diversas áreas. No total, 35 países participaram da Exposição, e a União Soviética era o único país socialista a participar da mostra. Ciente da importância do evento  e para celebrar os 20 anos da Revolução Russa,  o governo soviético realizou um concurso para selecionar o projeto do pavilhão soviético, a ser construído em Paris. A competição aconteceu em 1936, e o projeto vencedor foi o do arquiteto Boris Iofan, que já havia projetado o Palácio dos Sovietes, em 1931. No topo do futuro pavilhão, era prevista a instalação de uma grande escultura, que, a princípio, deveria ser um estátua de Lenin.
A inspiração para Operário e Mulher Kolkosiana veio da  Vitória de Samotrácia (220 a.C.) e do grupo escultórico Harmódio e Aristógito (c. 477 a.C.).
Para a realização da escultura do topo, foi chamada a escultora Vera Mukhina, que criou Operário e Mulher Kolkosiana, de acordo com os códigos artísticos do  realismo socialista impostos por Stalin em 1934. A figura de 24 metros de altura  foi colocada a 34,5 metros do solo, o que deu ao pavilhão uma imponência indiscutível em seus 59 metros de altura. Após ser concluída, a obra foi divida em 65 partes e transportada até Paris em um trem com 28 vagões, junto com uma enorme equipe de engenheiros, instaladores, mecânicos, soldadores e funileiros, tendo sido soldada no local da exposição. Trabalhadores franceses foram contratados para ajudar a equipe soviética e foram necessários onze dias para montagem. Em 1º de maio de 1937, os trabalhos foram concluídos.

## A Exposição Universal de 1937

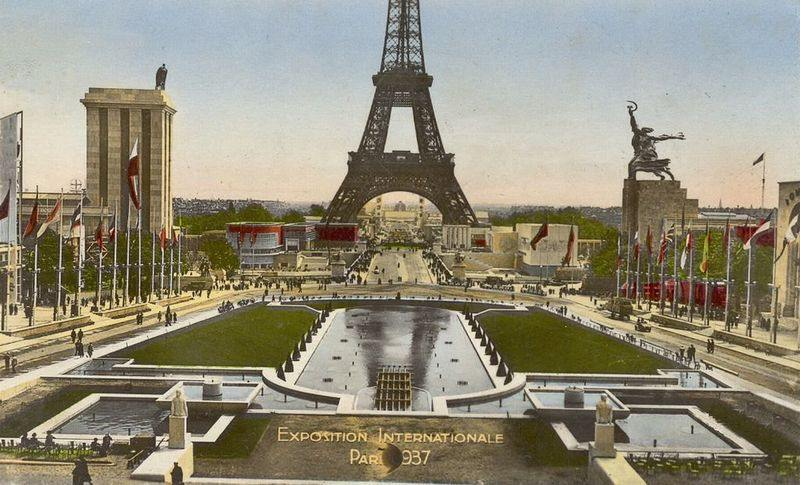
Pavilhão alemão (esquerda) e soviético (direita) na Exposição Universal de 1937 em Paris

A escultura soviética foi erguida no pavilhão da URSS, em frente ao pavilhão alemão; os dois pavilhões estavam construídos frente a frente. No topo do pavilhão alemão - projetado pelo renomado arquiteto Albert Speer – havia uma escultura da águia nazista (Reichsadler) segurando uma suástica enquanto, a poucos metros de distância, estavam o trabalhadores soviéticos. A estátua soviética, cujo aço inoxidável brilhava ao sol, parecia desafiar a águia nazista empoleirada no topo da suástica.
Depois da exposição, a escultura deveria ser derretida, mas os franceses gostaram muito dela. Os  parisiensies até queriam mantê-la no local. Afinal, a escultura foi desmontada, dividida em 44 partes, e levada de volta para Moscou, mas foi danificada durante o trajeto. Durante oito meses (janeiro a agosto de 1939), foram feitos trabalhos de restauro, e a obra foi instalada em Moscou, sobre um pedestal, em frente à entrada norte da Exibição Agrícola Pansoviética (atual Centro Panrusso de Exposições). O monumento foi avaliado pela imprensa francesa como "a maior obra de escultura do século XX", e Pablo Picasso escreveu: "quão belos são os gigantes soviéticos contra o plano de fundo do céu  parisiense lilás".
Durante o desmonte da escultura e do pavilhão, em Paris, a URSS ofereceu à (CGT) da França,  os baixos-relevos que ornamentavam a base do monumento, obra de Joseph Tchaikov. Essas obras foram redescobertas em 2004, quebradas em pedaços, na glacière  de um castelo do Val-d'Oise, em Baillet-en-France, que pertencia à CGT em 1937. A destruição ocorrera durante o governo de Vichy, em 1941. Os baixos-relevos foram parcialmente restaurados e apresentados ao público em 2010 no Parc de la Villette. Um documentário da televisão francesa abordou o assunto.

## Restaurações
Em 1979, o monumento precisava ser restaurado. Numa tentativa de cortar gastos, alguns membros da Administração de Proteção de Monumentos Arquitetônicos de Moscou chegaram a cogitar que a estátua deveria ser vendida ou doada. O advogado Anatoly Kucherena se interessou pelo destino do monumento, apelando para o Escritório de Preservação dos Monumentos Arquitetônicos de Moscou com um pedido para vendê-lo a uma firma americana. Essa ideia foi rapidamente descartada tendo decidido que, mais cedo ou mais tarde, a Rússia teria dinheiro para a restauração. No entanto, apenas em 2003 a estátua foi totalmente desmontada para passar por um grande restauração em tamanho a sua importância. Primeiro foi desmontada em 17 partes, então - em quarenta. Foi a primeira vez em que ocorreu uma restauração desse nível. O governo também decidiu restaurar o pavilhão do projeto de Boris Iofan. Por causa de um problema de financiamento, a escultura permaneceu desmontada por mais tempo do que o esperado e as restaurações só vieram a ser concluídas em 2009, com a inauguração do museu que funciona dentro do pavilhão. Atualmente, apenas um pavimento do museu é aberto ao público, onde é possível ver a história do monumento e esboços de outros trabalhos de Vera Mukhina e Boris Iofan.
A altura do "pavilhão-pedestal" é 34,5 metros. A altura total do monumento com o pedestal ficou de cerca de 60 metros. No sopé da escultura foi criado um alto-relevo especial, como o da exposição de Paris.

## Simbolismo
O monumento convertia-se assim numa das obras paradigmáticas do realismo socialista, com os dois trabalhadores em atitude de força, confiança e orgulho. O aço inoxidável funciona como um espelho, dando uma ideia de movimento, como se os trabalhadores estivessem caminhando, o que o deixa ainda mais robusto. Pessoas e carros se tornam diminutos diante da obra. Até hoje simboliza aquela época que alguns comemoram com nostalgia enquanto outros reforçam sua escuridão.
Para a historiadora de arte russa Ekaterina Degot o "Realismo Socialista superou a alienação social do Modernismo, a alienação entre o artista e o público, a alienação das massas e a alienação entre o artista e o Estado". Já W.T. Mitchell acredita que as obras desse período representavam "o poder do espetáculo e o poder da vigilância".

## Operário e Mulher Kolkosianana mídia
A escultura não foi apenas o orgulho do país, a medida em que o tempo foi passando, a importância de "Operário e Mulher Kolkosiana" aumentou. Em 1947, a estátua se transformou no símbolo da Mosfilm, empresa cinematográfica estatal da URSS. Em julho de 1948, o Ministério da Cinematografia aprovou oficialmente este símbolo da Mosfilm. O monumento pode ser visto nos créditos de abertura do filme Inferno Vermelho, assim como em muitos dos filmes lançados pelo próprio estúdio Mosfilm.
Uma gigantesca reprodução em movimento da estátua foi apresentada na cerimônia de abertura dos Jogos Olímpicos de Inverno de 2014 em Sochi, na Rússia, simbolizando a sociedade soviética após a Segunda Guerra Mundial, particularmente em Moscou. Um documentário francês de 52 minutos foi feito em 2010 por Jean-Paul Fargier sobre o monumento intitulado: Tombeau pour l'URSS.
A escultura apareceu pela primeira vez em um selo postal soviético em 1938. Foi representada várias vezes em vários selos em 1961, 1976, 1988 e 2000. Uma moeda comemorativa soviética de 15 copeques foi emitida em 1967 para o quinquagésimo aniversário da URSS.

## Galeria

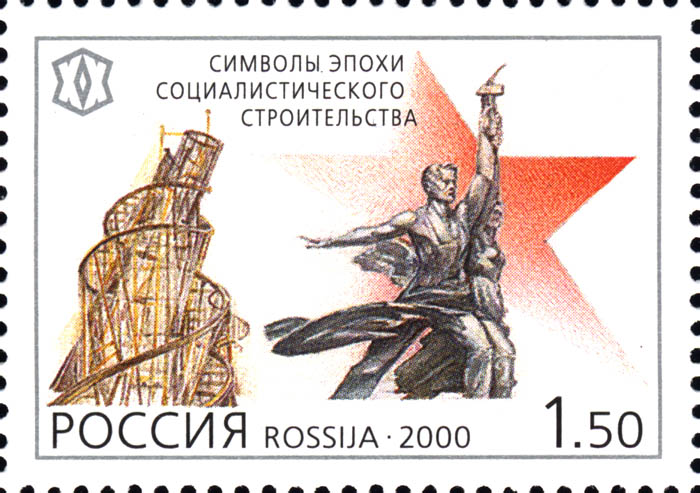
A Torre de Tatlin e o Operário e Mulher Kolkosiana, selo russo de 2000
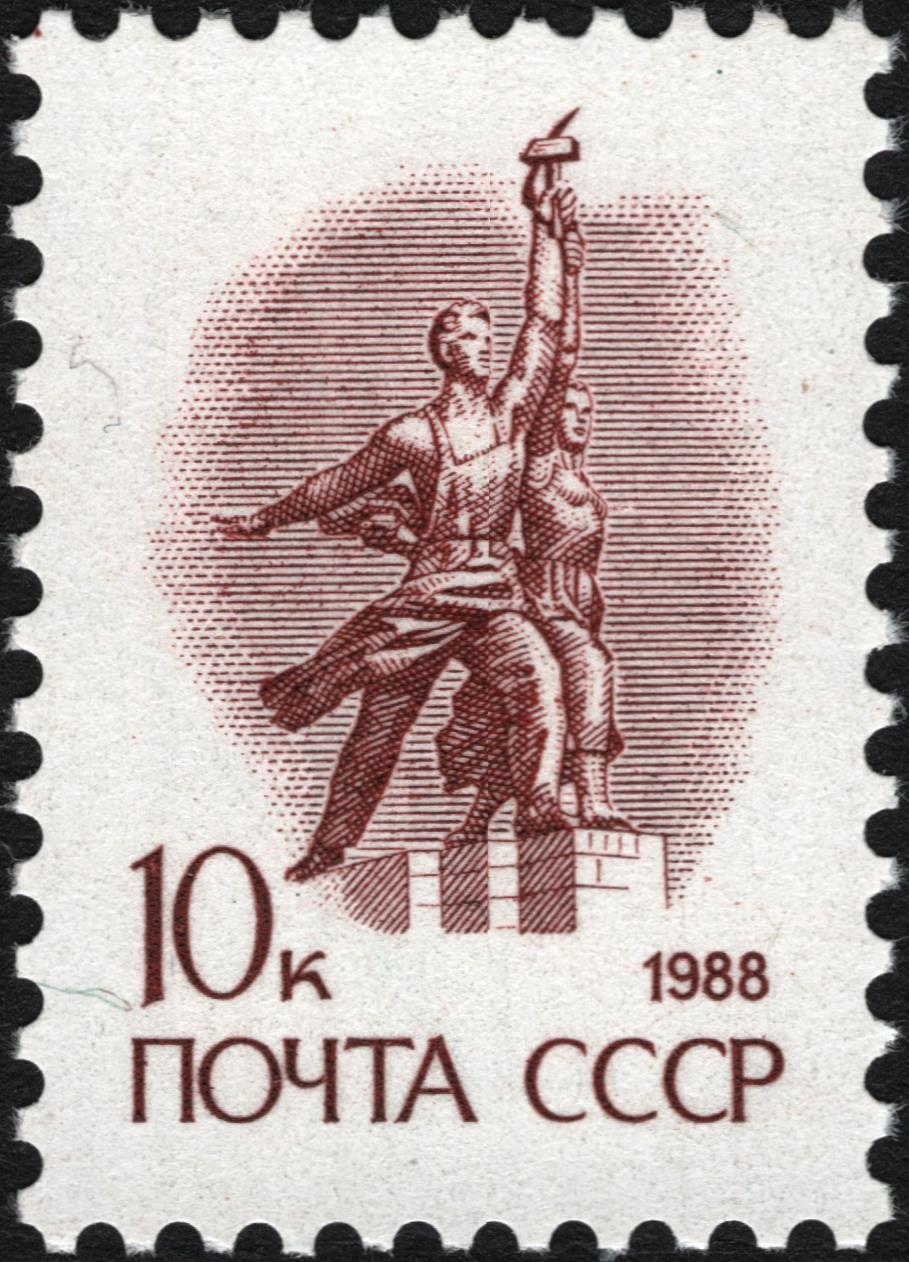
Selo da URSS, 1988-1989
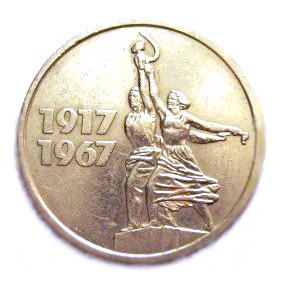
Moeda comemorativa de 15 copeques, 1967